# Elecciones presidenciales de Lituania de 2019
Las elecciones presidenciales se realizaron en Lituania el 12 de mayo de 2019, ningún candidato obtuvo mayoría absoluta por lo cual se realizó una segunda vuelta el 26 de mayo de 2019. La presidenta titular, Dalia Grybauskaitė, estuvo imposibilitada para ejercer un nuevo mandato.

## Sistema electoral
El presidente de Lituania es elegido utilizando un sistema de dos rondas. Si ningún candidato recibe la mayoría de los votos en la primera ronda, se llevará a cabo una segunda ronda con los dos candidatos más votados.